# Phytomyza phellandrii
Phytomyza phellandrii este o specie de muște din genul Phytomyza, familia Agromyzidae, descrisă de Erich Martin Hering în anul 1957. Conform Catalogue of Life specia Phytomyza phellandrii nu are subspecii cunoscute.